# Heilig Kruiskerk (Lotenhulle)

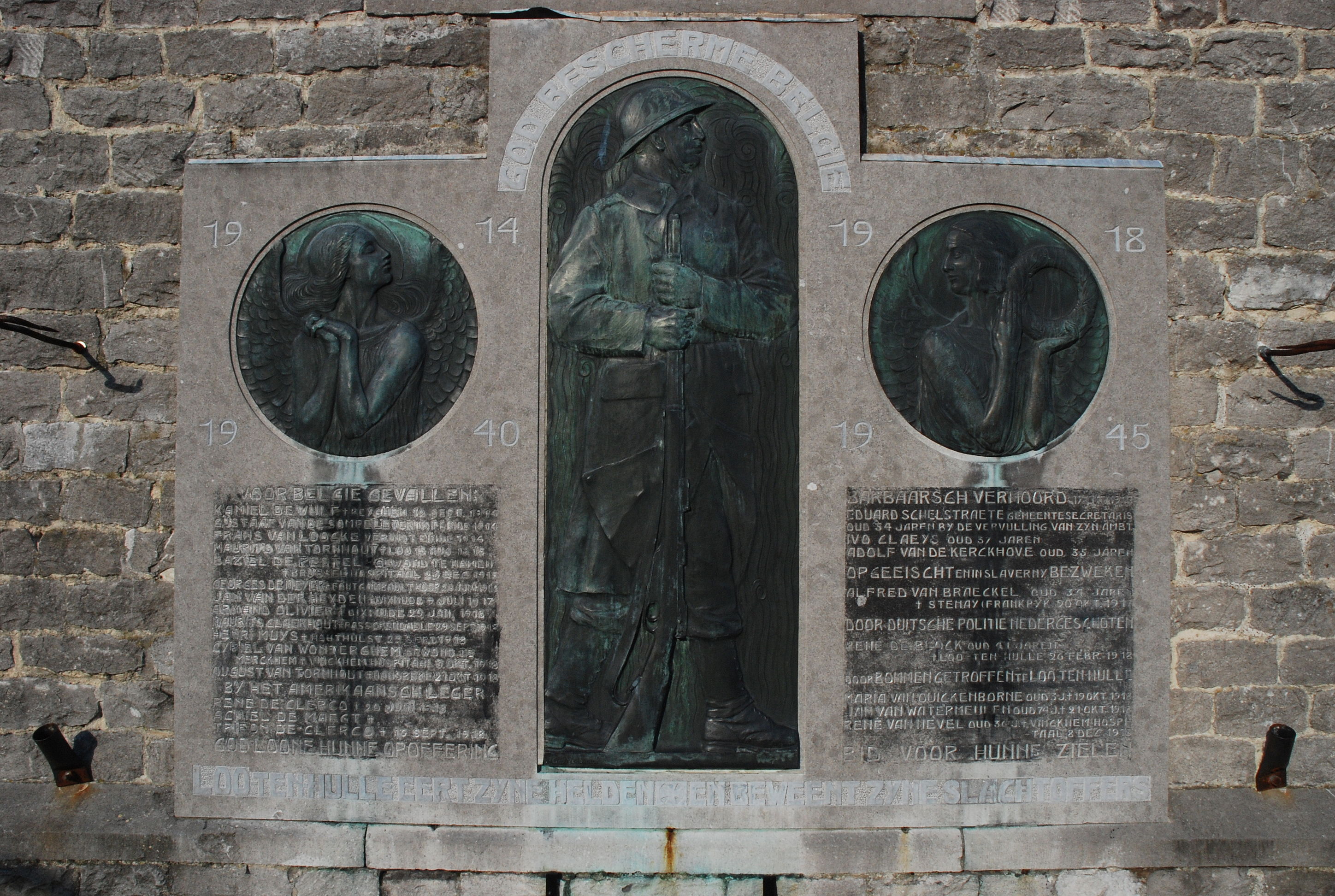
Het oorlogsmonument uit 1921.

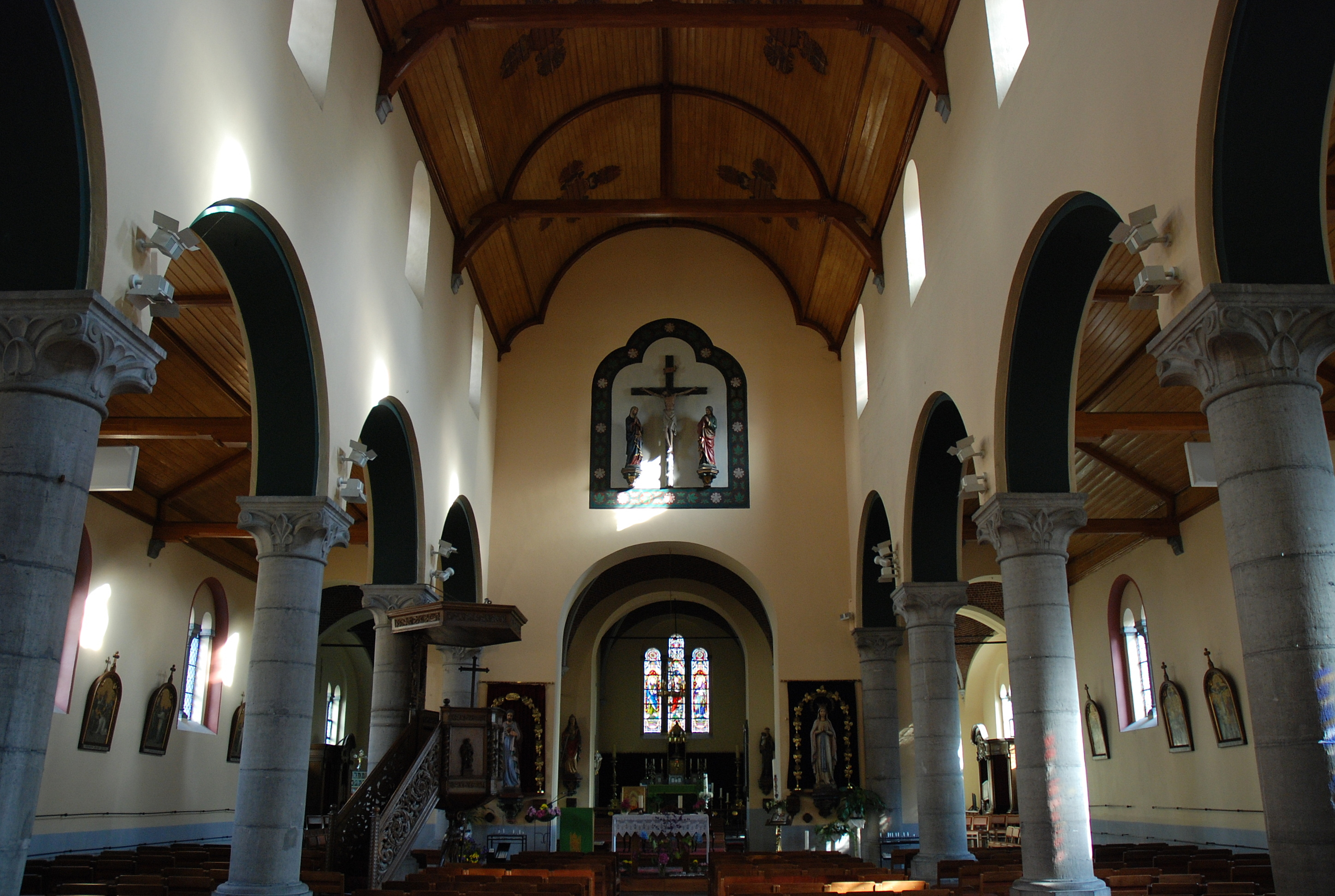
Interieur van de kerk.

De Heilig-Kruiskerk in de Oost-Vlaamse deelgemeente Lotenhulle is een kerkgebouw dat in de loop der tijden ingrijpende wijzigingen heeft ondergaan. Ze bevindt zich in het centrum van het dorp.
Oorspronkelijk stond hier een 12e-eeuwse romaanse kerk waarvan enkel de achthoekige vieringtoren is overgebleven. Godsdiensttroebelen en daarmee gepaard gaande vernielingen (waaronder de beeldenstorm) in de 16e eeuw waren de oorzaak van verbouwingen in de volgende eeuwen. Vooral de aanpassingen vanaf 1870 hebben het uitzicht van de kerk grondig veranderd, want toen werd het schip volledig herbouwd onder leiding van architect Auguste Van Assche. Heden heeft ze een neo-romaans uitzicht.
Ieder jaar trekt de parochiegemeenschap midden september in processie uit ter ere van het Heilig Kruis.

## Het oorlogsmonument tegen de zijgevel van de kerk
Georges Hulin de Loo, toenmalig burgemeester, besloot na de Eerste Wereldoorlog als herinnering aan de slachtoffers een vrijheidsboom te planten en een oudstrijdersvereniging op te richten. Hij was een Franstalig hoogleraar aan de Gentse universiteit en botanicus, en besefte niet wat er leefde in het dorp. Bij het planten van de vrijheidsboom bewees hij dat. Bomen, zei hij in gebrekkig Nederlands, hadden meer van de oorlog te lijden dan mensen. Uiteraard viel dat in slechte aarde.
De burgemeester probeerde de blunder te herstellen door zelf voor 500 frank in te schrijven voor het oprichten van een gedenksteen voor de gesneuvelde soldaten. Soldaten zorgden voor een inzameling, twee maanden later was het de beurt aan enkele jonge dames. De schepenen schreven elk voor 150 frank en de raadsleden voor 60 frank in.
Ook de geraamde kostprijs van om en bij 8000 frank wees voor de Lotenhullenaren op de wereldvreemdheid van de burgemeester. George Hulin de Loo deed een beroep op de Gentse beeldhouwer Geo Verbanck. Verbanck had in 1913, voor de Wereldtentoonstelling van Gent, het monument ter ere van de gebroeders Van Eyck vervaardigd.
Het monument zou er ondanks de weinig gulle giften van de Lootse bevolking toch komen en werd onthuld op 17 april 1921. Lotenhulle kreeg een van de mooiste oorlogsmonumenten van de streek.

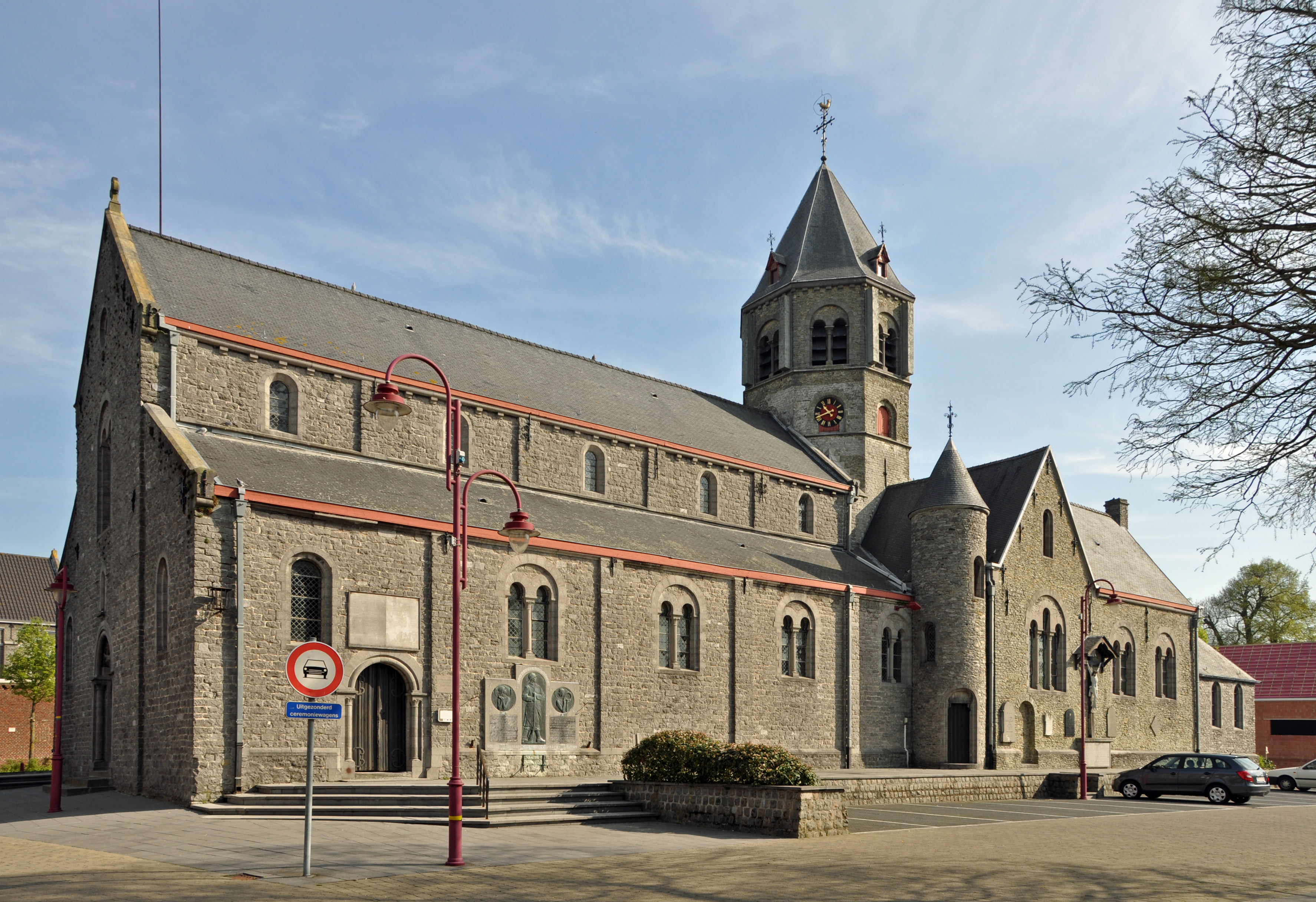
De kerk vanuit het zuidwesten gezien.